# Minnes-B-cell
B-celler kan vid en infektion differentiera till att bli minnesceller som är antigenspecifika. Nästa gång en infektion drabbar kroppen kommer dessa minnesceller att ta sig ut i blodbanan för att aktiveras igen. T-cellernas minnesceller får B-minnescellerna att producera fler antikroppar genom att producera interleukiner och det är det som gör att B-minnescellerna aktiveras så pass snabbt den andra gången. B-minnesceller förvaras i lymforganen och en del kommer att stanna i cirkulationen.